# Newcastle Airport (flygplats i Australien)
Newcastle Airport (engelska: RAAF Base Williamtown) är en flygplats i Australien. Den ligger i kommunen Port Stephens Shire och delstaten New South Wales, i den sydöstra delen av landet, omkring 130 kilometer nordost om delstatshuvudstaden Sydney.
Trakten är tätbefolkad. Närmaste större samhälle är Newcastle, omkring 17 kilometer söder om Newcastle Airport. 
Trakten runt Newcastle Airport består till största delen av jordbruksmark. Genomsnittlig årsnederbörd är 1 277 millimeter. Den regnigaste månaden är februari, med i genomsnitt 223 mm nederbörd, och den torraste är juli, med 46 mm nederbörd.